# ケリー・キトルズ
ケリー・キトルズ（Kerry Kittles、1974年6月12日 - ）は、アメリカ合衆国の元バスケットボール選手。オハイオ州デイトン出身。NBAのニュージャージー・ネッツなどに所属した。

## NBAでの経歴
1996年のNBAドラフトで全体8位でニュージャージー・ネッツに指名された。
ルーキーシーズンから82試合全試合に出場して、そのうち57試合は先発出場し1試合平均16.4得点、1.91スティールを記録した。
2000-01シーズンはオフシーズンに右膝の手術をしたリハビリのため全試合欠場した。2002年にはNBAファイナルに出場したものの、ロサンゼルス・レイカーズに4戦全敗を喫し、キトルズはキース・ヴァン・ホーンと共にファイナル敗退の戦犯に挙げられてしまった。7シーズンネッツでプレイした後に、サラリーキャップを空けるために2004年夏にロサンゼルス・クリッパーズに放出され、クリッパーズでは右膝の持病の影響でプレー出来ず引退した。

## 受賞歴
- 1997年、1試合平均16.4得点、3.9リバウンド、3.0アシストを記録してオール・ルーキー・セカンドチームに選出された。
- 1997年、オールスター週間に行われたルーキーゲームに出場した。

## 雑学
- 1995年の福岡ユニバーシアード競技大会では、ティム・ダンカン、アレン・アイバーソン、レイ・アレン、オースティン・クロージェアといった後にNBAを代表するプレーヤーと共にスターターとして活躍した。
- 1997年4月13日には、自己最高の40得点、5リバウンド、5アシスト、3スティールを記録した。
- ニュージャージー・ネッツの3ポイントシュート成功数679回を持っている。
- ビラノバ大学の通算得点記録（2243点）を保持している。